# Chinese Bitch
Chinese Bitch – singel Dee Dee Ramone I.C.L.C wydany przez wytwórnię Rough Trade World Service w 1994.

## Lista utworów
1. "Chinese Bitch" (Dee Dee Ramone/Andy Shernoff) – 1:29
2. "I Don't Wanna Get Involved with You" (Dee Dee Ramone) – 1:36
3. "That's What Everybody Else Does" (Dee Dee Ramone/Daniel Rey) – 2:37
4. "We're a Creepy Family" (Dee Dee Ramone/John Carco) – 1:20

## Skład
- Dee Dee Ramone – wokal, gitara
- John Cargo – gitara basowa
- Danny Arnold Lommen – perkusja